# Swirkowo
Swirkowo (bułg. Свирково) – wieś w południowej Bułgarii, w obwodzie Chaskowo, w gminie Simeonowgrad.
Swirkowo za czasów panowania imperium osmańskiego nazywało się Djudjukczelii.
Mieszkańcy zajmują się uprawą bawełny, sezamu i melonów.